# Kościół Notre Dame de Clignacourt w Paryżu
Kościół Notre Dame de Clignancourt – kościół katolicki w 18. dzielnicy Paryża, dawniej Notre Dame, pod obecną nazwą od czasu włączenia Clignancourt w obręb Paryża po wielkiej przebudowie.

## Historia
Kościół został wzniesiony w połowie XIX wieku, w odpowiedzi na wyraźne potrzeby szybko rosnącej liczby mieszkańców wioski Clignancourt. Do tej pory należeli oni do parafii Saint Pierre de Montmartre i uczęszczanie do niewielkiego, położonego na wzgórzu kościoła stanowiło poważny problem.
Pierwszy kamień, pobłogosławiony przez arcybiskupa Paryża, pod nową świątynię położył Georges Haussmann 2 maja 1859 r. Energia mera Clignancourt, Michela de Tretaigne, pozwoliła na szybkie ukończenie prac: już w cztery lata później okazały, wzniesiony według projektu Lepeuxa kościół był gotowy. W dużej mierze prace wsparła finansowo cesarzowa Eugenia, która opłaciła budowę ołtarzy bocznych. Jednak już w 1870 r. zbuntowani mieszkańcy Clignancourt, zamieszkanego w ogromnej mierze przez robotników, splądrowali, a następnie spalili kościół.
Dziś jego współgospodarzem jest wspólnota portugalska.

## Architektura
Długość obiektu wynosi 99 metrów, szerokość 20 metrów, wysokość nawy – 33 metry. Wnętrze kościoła zdobią freski Emila Laffona oraz obrazy Romaina Cazesa. Kościół składa się z trzech naw (środkowa dwukrotnie wyższa od bocznych), transeptu oraz kaplicy Maryi Dziewicy. Fasada obiektu jest skromna. Wejście do kościoła wiedzie poprzez drzwi główne oraz dwa wejścia boczne, wszystkie ze skromnymi neorenesansowymi portalami. Centrum fasady zajmuje neoromańska rozeta, znajdują się na niej dwa doryckie pilastry po obydwu jej stronach. Ponad prezbiterium wznosi się zwieńczona iglicą wieża.